# 新森林国家公园
新森林（英語：New Forest）地处英国南部地区，在人口聚集的西南英格兰保留着大量的无围栏牧场，低矮灌木丛和森林。它包括了汉普郡的西南部分和维尔特郡的西南部。它包括了汉普郡西南部，并延伸至威尔特郡的东南部和多塞特郡东部。
它的名字与新森林国家公园相关，具有相同边界线的。此外，新森林地方行政区是汉普夏郡的下属机构，管理着森林大部分面积和附近一些不再属于国家公园编制内的土地。该区周围星罗旗布着许多村庄，还有一些小镇也在森林腹地和边界附近。

## 史前时代
和英国诸多地区一样，新森林曾是落叶森林，生长着桦木，甚至山毛榉和橡树，因约12,000年前开始的冰原而销迹。 从铜器时代开始，一些地区因为耕作而被清理。新森林贫瘠的土壤质量意味着被清理地区变成了石楠丛生的荒野，曾用作牧马场。该区还有英国大量的林地，但逐渐减少，尤其是约公元前250-100年的铁器时代末期，最显著的是在12世纪和13世纪，事实上所有存活下来的便是现今的新森林。
新森林界内约有250个圆形墓冢和四处散布的护堤，还有约150个古代纪念碑。这样一个墓冢可能代表英国唯一已知的土葬和哈尔斯塔特葬，土壤酸度意味着骨头极少能够保存。

## 历史
约1079年，新森林被开辟为威廉一世的御用猎鹿场。多达20个农场被征用，所以在他那个时代是新在作为一个单一狩猎场。
依据弗罗伦提乌斯，早在诺曼底人的领地大“Ytene”猎场之前，这片区域已被人知晓。“Ytene”的意思是“朱特人的”，朱特是早期盎格鲁-撒克逊部落，生活在南汉普郡地区。
英国国王1086年颁的土地志上首次记载为“Nova Foresta”，作为国王领地和南汉普镇之间的补充地区。它也是此书中唯一被详尽描述的森林。H·R·罗恩评论称：“可能早期诺曼人所行之事再也没有比建立新森林更臭名昭著的了”，并补充了驱赶农夫和房屋焚毁照片，毫无批判力。第十二个世纪的编年史学家宣称威廉开辟新森林时，驱赶了36个教区的居民，把繁华地区变成了一片废墟。然而，许多历史学家质疑这一说法，因为新森林大部分地区的贫瘠土壤，被认为并不能支持大规模的农耕，而重要地区显然一直无人居住。
威廉一世的两个儿子死于新森林。1081年去世的理查德王子和1100年逝世的威廉二世国王（威廉·胡夫）。本土民俗学称这是对威廉一世开辟新森林时所犯下罪行的惩罚。一名17世纪的作家提供了细腻的情节：

 
“这个郡的新森林，原为“Ytene”，界线约为30公里。册子上说道威廉这个征服者（将森林用作他猎兽的港湾）导致了36个教区教堂，以及所有归属那里的房屋被拆掉，可怜的居民离开时已没有房屋或家园。但是这一恶劣的行径没过多久就遭到了惩罚，在他的两个儿子自感潇洒时。理查德被一阵传染性空气致病，胡夫则被一支箭射中。他的孙子、长子罗伯特之子亨利，当他在狩猎追逐时，被大树枝绞到并致死。这个现今提供大量狩猎活动的新森林，陛下时常在宫廷音乐下离席。” 
胡夫去世的著名地点用一块叫做“胡夫石”的石头做标记。温切斯特主教约翰·怀特，曾说过新森林：
"新森林的成立，来自上帝和圣金胡夫占据的教堂、市民城镇法院、梅尔卡特地区，当国王在迅速追赶赤鹿之时，复仇者也迅速追来。蒂雷尔没有看见，被一支箭射中。"
1698年，法令确认了公民权。新森林成为皇家海军的木材来源地，18世纪设立的林场也作为此用。1703年的特大风暴，约4,000棵橡树被大风摧毁。
海军林场侵犯到平民的权利，但是新森林在1877年国会法案下获得了新的保护。1877年新森林法案明确了平民和禁止任何时候进入面积超65 km ²围场的历史性权利。它还重新构建了王室护林官法庭，作为平民代表（而非王权）。
2005年，大致90%的新森林仍归王权所有。自1923年起，王权属地由林业委员会管理，大部分王权属地现在已归入新国家公园内。
第一次世界大战期间，为满足战时木材需求量，开始了阔叶林采伐和取代性的针叶林采伐。第二次世界大战期间开始了进一步的侵犯。这一进程已被扭转，一些林场又回归归荒野或阔叶林。杜鹃仍是一个问题。
1949年、1964年和1970年提出了更深层次的新森林法案。1971年，新森林成为具特殊科学价值场地，并于1985年被授予“新森林遗址区域”的特殊身份，1992年补充了额外的规划控制。1999年7月1日，新森林被推荐位联合国教科文组织世界遗产地，2005年成为国家公园。

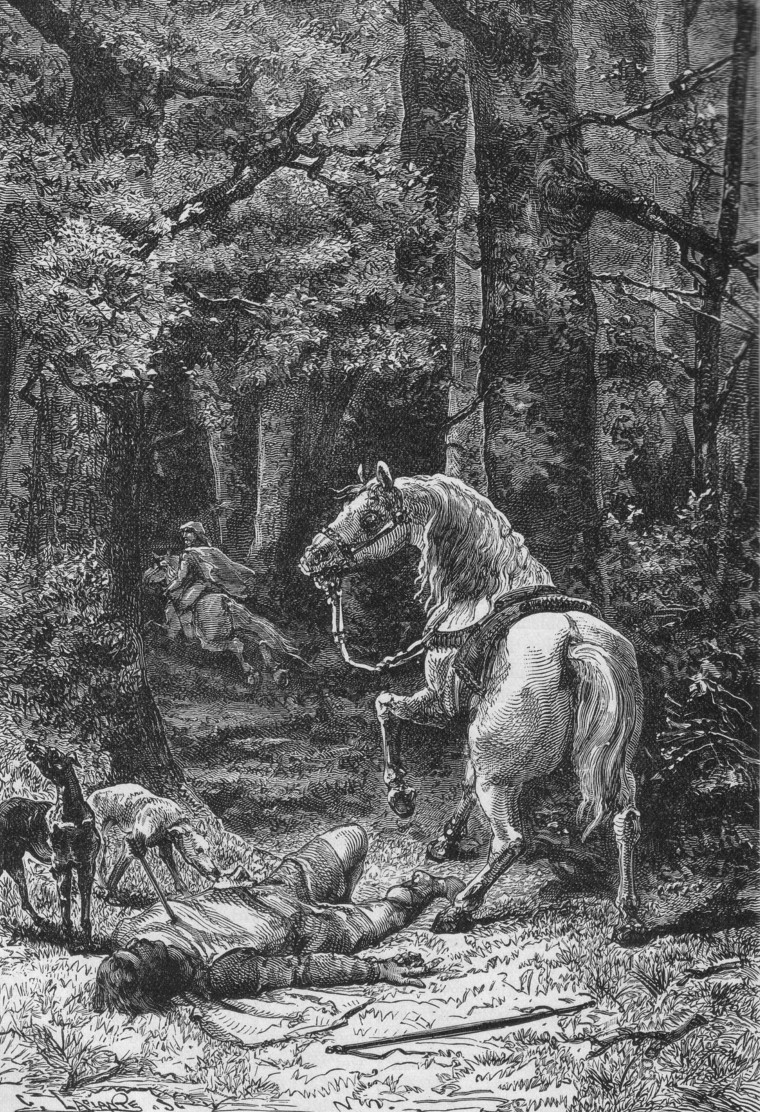
威廉·胡夫逝世
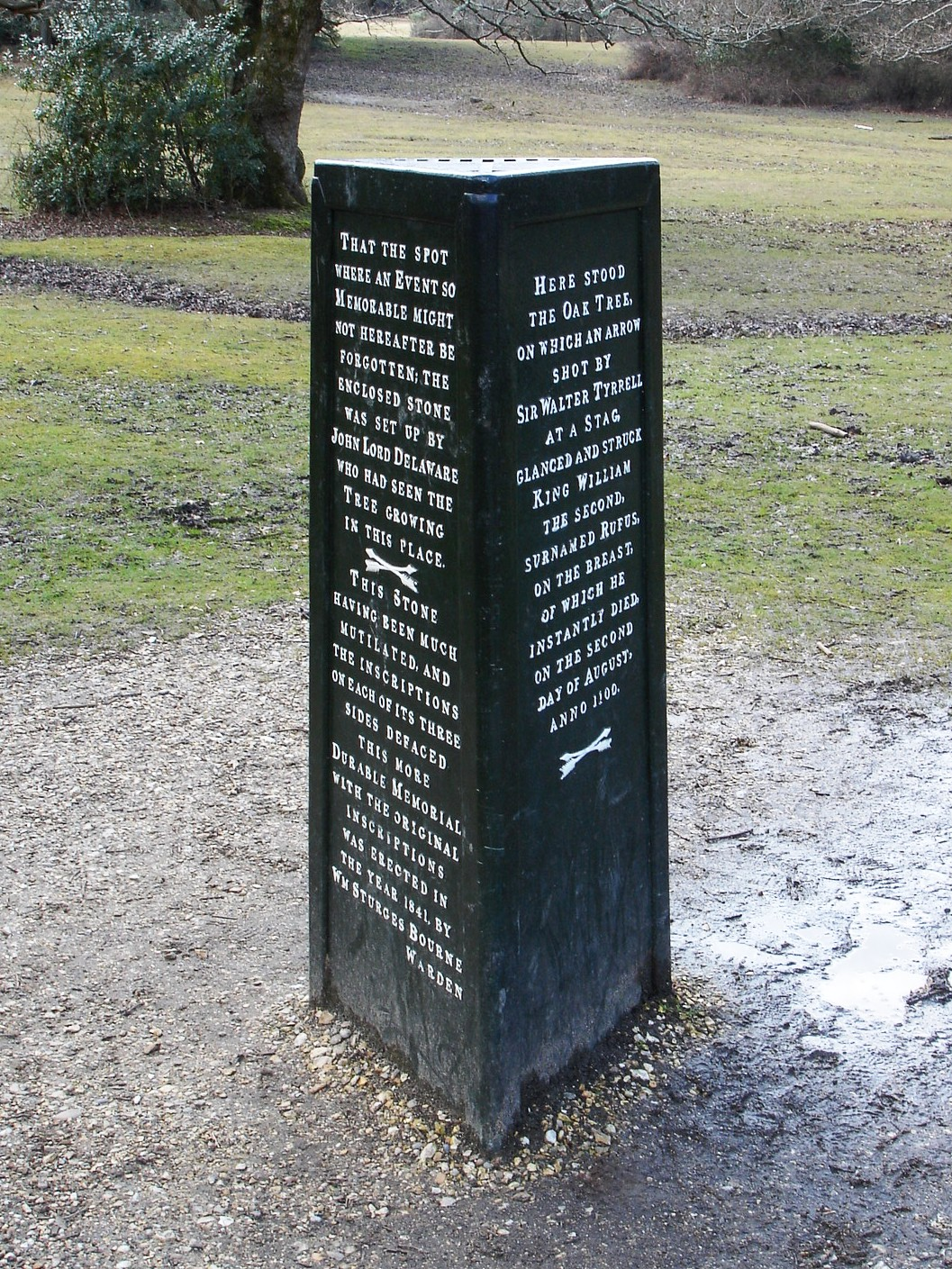
胡夫石纪念碑
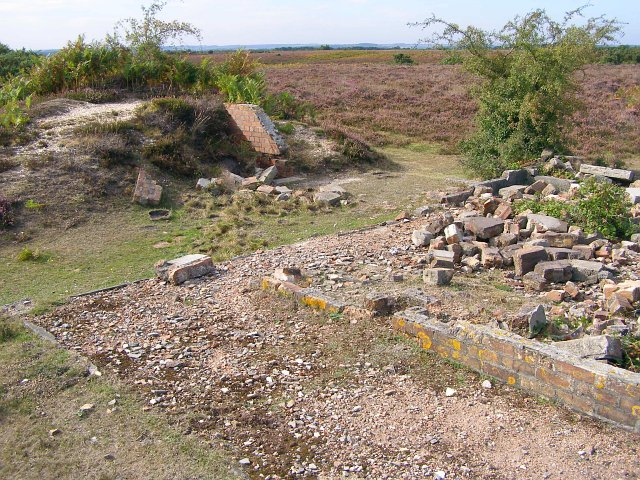
伊布斯利的WW2遗骸。

## 公民权

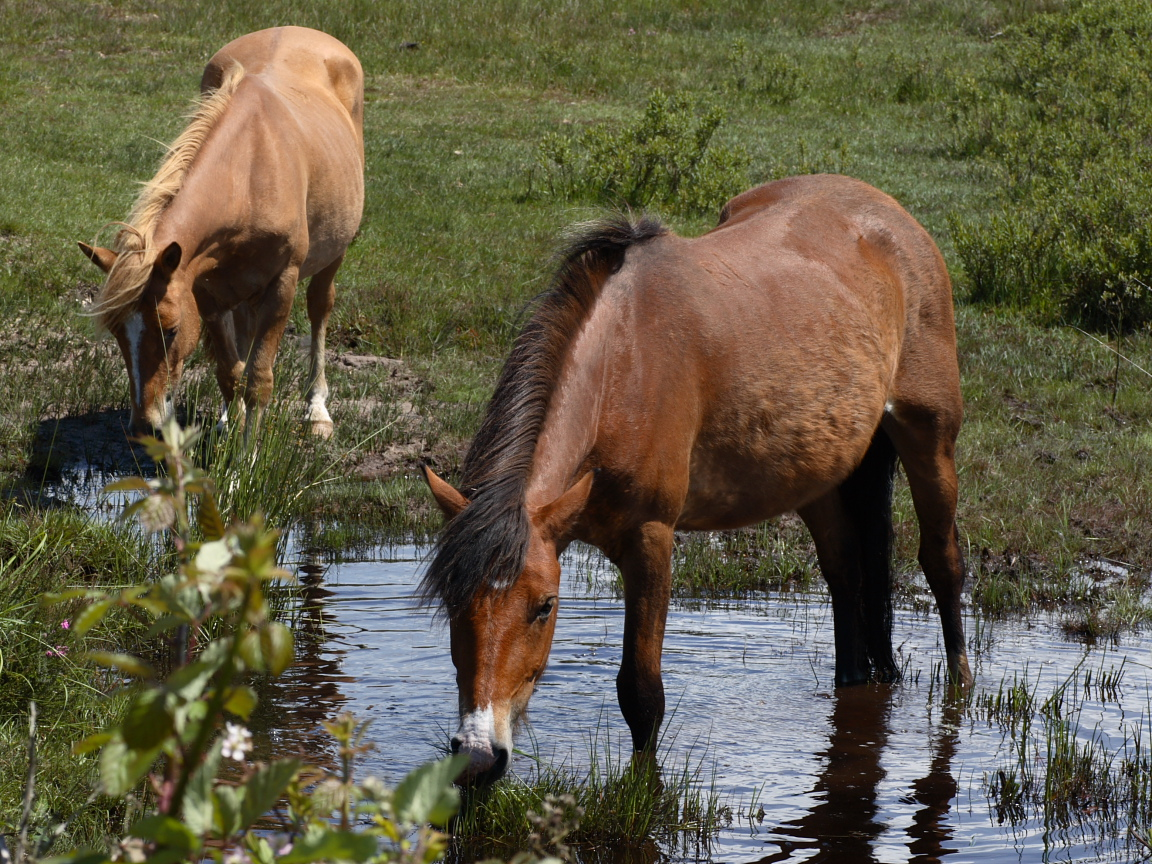
新森林幼马

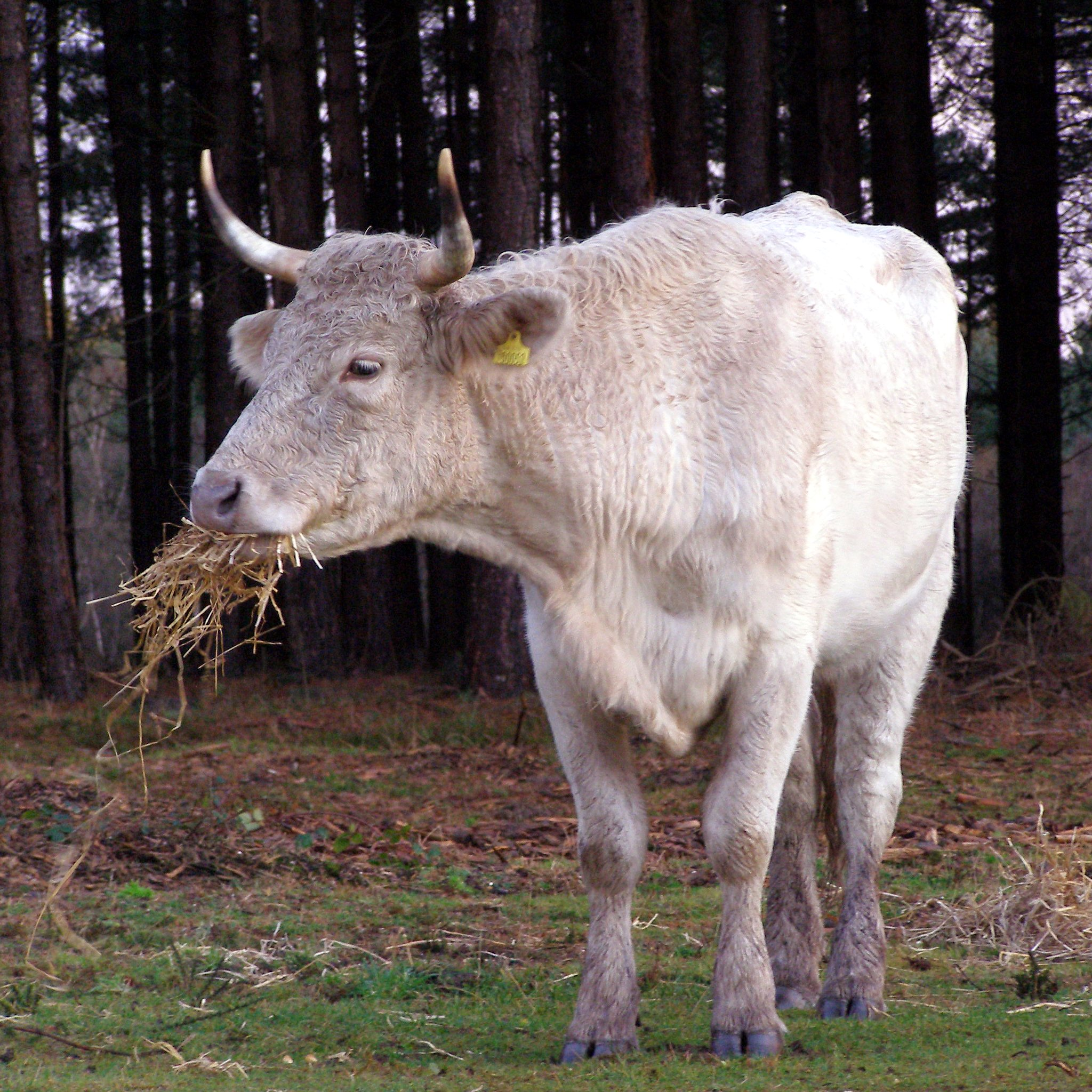
龙登内围，牛正在吃冬料。

《森林法》为保护新森林作为皇家猎鹿场，并惩罚干扰国王的鹿和饲料的行为。但是居民拥有已存在的公民权: 将马和牛赶到森林内放牧（公共牧场），收集燃料木材（必需品），切割泥炭燃料（泥炭采掘场），挖粘土（ 泥），在9月到10月撵猪去吃落下的橡果和山毛榉坚果（林地养猪）。还授予许可证，于9月29日后采集蕨用作动物饲料（蕨）。随着放牧，林地养猪仍是森林生态学重要的一部分。猪可以毫无顾忌地食用橡果，然而对于幼马和牛，食用大量橡果易于中毒。林地养猪通常持续60天，但起始日期随天气变化而变化——当橡果掉落时。王室护林官决定每年何时开始林地养猪。平时需要把猪撵回圈在主人的土地上，除怀崽的母猪外，这被称为“母猪的特权”，在不讨厌的情况下允许放出，在晚间则回到平民手上（他们必须在那躲避并蹲卧）。这被认为是惯例而非正式权利。蹲伏原则通常适用于一般的放牧权利，并不设限，但是平民必须持有自留地。森林之外，如果有必要的话，会容纳这些食草动物，如口蹄疫流行期间。
公民权也适用于特殊土地（或为做特殊壁炉的泥炭田），不同的土地享有不同权利，部分土地离森林很远。牧马或牧牛的权利不适用于固定数量的动物，在其他平民是常见的情况。而物主每年为会为每种牲畜上缴一笔签费。当地牧业官（王室护林官办公室）会修剪牲畜尾巴来做标记，森林中每4到5个牧业官就会使用一种不同的修建样品。物主会为小马烙上标记，牛也被做标记，而现在则会做耳标。牧马和牧牛是森林管理必要的一部分，有助于维持国际上重要的石南灌丛、沼泽、草地、林牧场栖息地和密切相关的野生动物。
近期，这一古老举措因该区房价上涨的加剧压力，公民权上附加条款已阻止当地普通家庭迁入新居。他们的下一代无法变为公民，直到父母去世、搬出或把房屋传给他们，这一权利才适用于孩子。
感激王室护林官和平民防卫协会做出的反击。单一支付方案已显著地帮助了一些平民。在心的食品和农村事务部安排下，那些将牲畜赶出森林并提出适合公顷土地的物主，每年将从每头牛中获得£850，一对小马则可得£900。如果还登记过管理方案，可以获得更多。所以，只要有10头牛和40匹幼马，一个具有这两种资格的平民每年就可以获得£30,000，如果还有猪则可 获得更多，大大超过全国平均收入。他们还可通过现下为平民放宽的其他农业装备和规划许可的欧盟基金获得援助。

## 地理

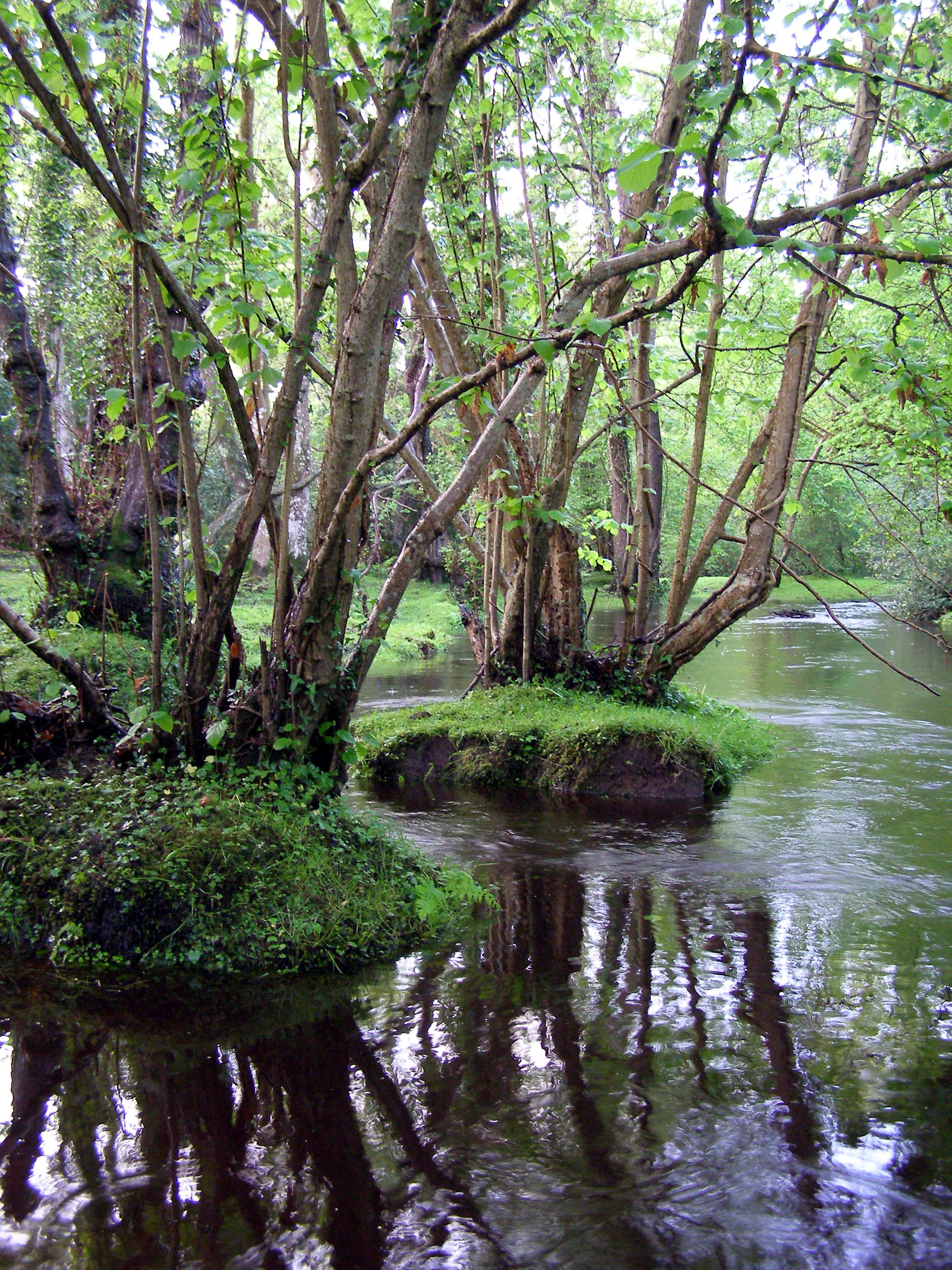
博利厄北部福利福德博利厄河边上的赤杨。

新森林国家公园占地面积566k㎡，园区内特殊科学价值地区占地300k㎡，是英国低地最大的连续性未播种蔬菜区，大致包括了：
- 146 k㎡的阔叶林林地；
- 118 k㎡的石南灌丛和草地；
- 33 k㎡的石南灌丛湿地；
- 84 k㎡的种植园（内围），始建于18世纪，包括从20世纪20年代由森林委员会种植的80 k㎡树林。

新森林还被英国自然署列入民族特色地区（No.131）。民族特色地区占地面积为73,767k㎡，西部边界为多塞特郡荒野和多塞特唐斯，北部边界为塞尔斯堡平原和西维尔特郡唐斯，而东部边界为南汉普夏低地和南海岸平原。
新森林河流汇入南部三条河流中，莱明顿河、比利河和埃文河域，和东部的拉奇摩尔·布鲁克河、多克肯河、林福德·布鲁克河和其他河流。新森林最高处是无人区附近的皮佩尔·怀特，海拔129米（423英尺）。

## 野生生物
不但提供了一个视觉上标志性和历史性的景观，新森林的生态价值也因相对大片的低地栖息地的存在而增强，在其他地方已遗失。多种重要的低地栖息地包括山谷沼泽、湿石南灌丛、干石南灌丛和落叶林。该区还有大量珍稀野生动物，包括新森林蒙大拿姬蝉，是大不列颠唯一的蝉地。湿石南灌丛是重要的珍稀植物地，如马什龙胆（沼泽植物）和马什石松（小石松）。这里还发现了几种茅膏菜，以及许多不同寻常的昆虫品种，包括英国罕有的南豆娘和蝼蛄。2009年，捕获了500只南豆娘成虫，放入德文郡的维恩·奥特里自然保护区，由德文郡野生动植物信托基金所有和管理。
珍稀的欧石南鸟分布广泛，包括的特福德莺、云雀、北部田凫、白腰杓鹬、欧夜鹰、燕隼、欧洲野鹟、欧亚红尾鸲、林鷚。以及欧洲常见的田鹬、草地鹨和常见的度冬雀鸟，但他们还分别在森林的沼泽地和石南灌丛培育繁殖。林鸟包括林柳莺、欧鸽、鹃头蜂鹰和苍鹰。普通鵟和渡鸦遍布四处。罕见的鸟有红风筝、越冬灰伯劳、白尾鹞、迁徙环颈鸫和麦翁。
森林里还栖息着英国三大本土蛇类。蝰蛇（极北蝰）最常见，可在露天石南灌丛和草地发现。青草蛇（水游蛇）青睐山谷泥潭的环境。稀有的滑蛇（方花蛇）出现在是石南和灌木丛生的砂山山腰。“新森林捕蛇者”布鲁萨尔·米尔斯（1840-1905）常捉蝰蛇。他的一生中捕获了上千条，并把部分送到伦敦动物园喂养他们的动物。巴克勒哈德的“捕蛇者”酒吧就为了纪念他。现在，英国所有的蛇都受到了法律保护，新森林里不再捕蛇。
1989年重新开始了沙地蜥蜴项目，冠北螈已经有多个培育点。
平民的牛、马和驴漫游于露天荒地和林间，很大程度上放牧维持了森林开放的特征。森林山谷也时常看见它们的踪影，而那些家庭和商店物主都注意不让它们进到庭院和商店里。新森林矮马是不列颠岛本土马种，也是新森林著名景点之一，多数森林矮马都在这里繁殖，也有些纯种和杂交种是在德兰群岛。牛生长在各地，最常见的盖勒维牛和杂交属，但也有各类耐受品种如高原牛、赫里福德牛、德克斯特牛、克雷牛和英国白牛。林地放养的猪品种多样，新森林却是威赛克斯白肩猪的，现已在英国灭绝。
森林里还生活着大量的鹿。它们通常很害羞并试图躲开附近人的目光，而夜间则出奇的大胆，甚至当汽车经过时。酟鹿最为常见，其次是狍、马鹿。还引进了少量的赤麂。
森林里的红松鼠存活至20世纪70年代，几乎比其他英国低地地区还要长（虽然仍出现在怀特岛郡）。现在森林里遍布引入的北美灰松鼠。近年来，森林西部边缘又有林鼬居住。欧亚水獭出现在河道沿岸，以及引入的北美水貂。
新森林被指定为具有特殊科学价值地区、欧盟特殊保护地区、鸟类特殊保护地区和拉姆萨尔湿地。它还具有自身的生物多样性行动计划。 

## 住区

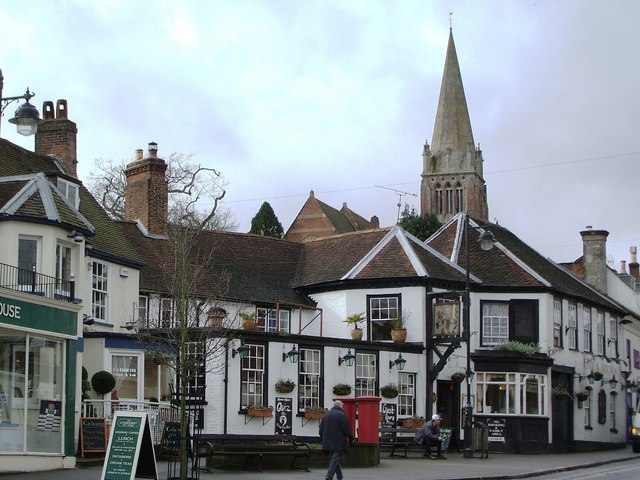
林德赫斯特

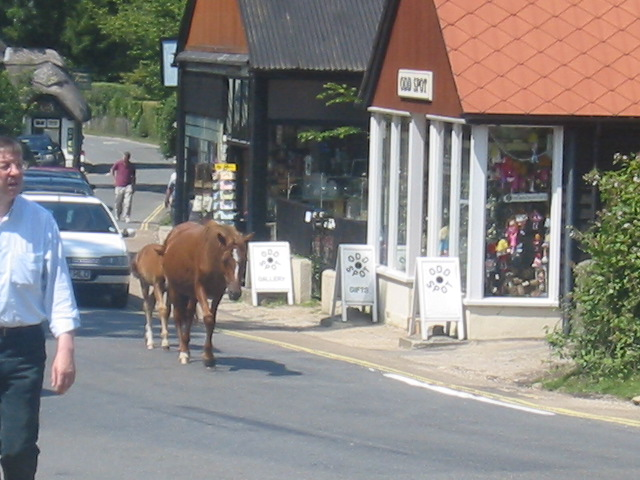
小马在汉普郡伯利街上漫游。

位于或邻接新森林的城镇和乡村有林德赫斯特、阿伯丁斯维尔、海斯、托顿、比利斯福德、斯韦、伯利、巴克勒哈德、福丁布里治、弗洛格汉、海德、施图克敦、林伍德、博利厄、布兰斯格尔、利明顿和新米尔顿。西部交界于伯恩茅斯和克莱斯特彻奇，东部交界于南汉普夏。弗雷斯特家族为汉普郡的新森林地区命名。

## 新森林国家公园

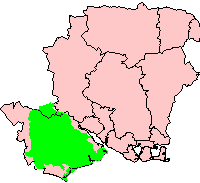
绿色区域为国家公园。粉红色区域为汉普郡县。

1999年，乡村署就指定新森林为国家公园事宜开始了协商。2002年1月24日，乡村署下令将它创建为公园，并于2002年2月递交国务大臣进行确认。随之引来了7个当地和其他地区管理局的反对，2002年10月8日至2003年4月10日展开了一次公开调查，结论支持改变指定地区边界细则的提议。
2004年6月28日，农村事务部部长艾伦·米歇尔承认政府指定该区为国家公园的意向，以及进一步调整边界的细则。2005年3月1日，该区正式确定为国家公园。2005年4月1日，新森林国家公园管理局成立，2006年4月1日，出台完整的法定权利。林业委员会保留他们管理园区共有土地的权利。新森林活动下的王室护林官也保留职权，公园管理局希望与当地管理局、英国自然署和其他利益团体合作。指定后的国家公园占地面积为566k㎡，包括许多现存的具有特殊科学价值的地区。人口数为38,000人（除住在新森林地方行政区）的170,256人）。和汉普郡新森林地区大部分区域一样，它还容纳了杰出自然美景南汉普郡海岸地区，系属加拿大村附近特斯特峡谷的一个小海岬，以及瑞德莱恩齐东南部威尔特郡部分地区。
然而，公园所占区域并非最初提议的全部地区。它不包括汇入森林西部的大部分埃文河峡谷以及东部的狄碧登湾。制定指定命令面临着两大挑战，梅里克物业管理有限公司对辛顿上将公园的包含关系，莱茵集团煤气公司与福利动力电站的关系。第二个挑战已通过法院得以解决，电站已被排除在外。高等法院支持第一个质疑。但是，2006年8月，上诉法院听到了反对决定的提议。2007年2月15日，发布了最终裁决，对梅里克物业管理有限公司的挑战得到了支持，
游客/景点和地点
- 巴克勒的哈德村
- 博利厄
- 黑水植物园
- 克斯伯里花园
- 新森林博物馆&游客中心林德赫斯特
- 新森林演出
- 新森林巡回演出
- 新森林野生动物园
- 新森林爬行动物中心
- 利明顿

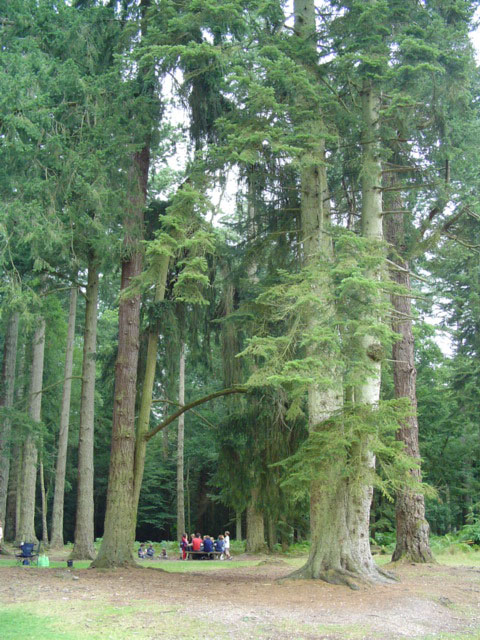
新森林的野餐区

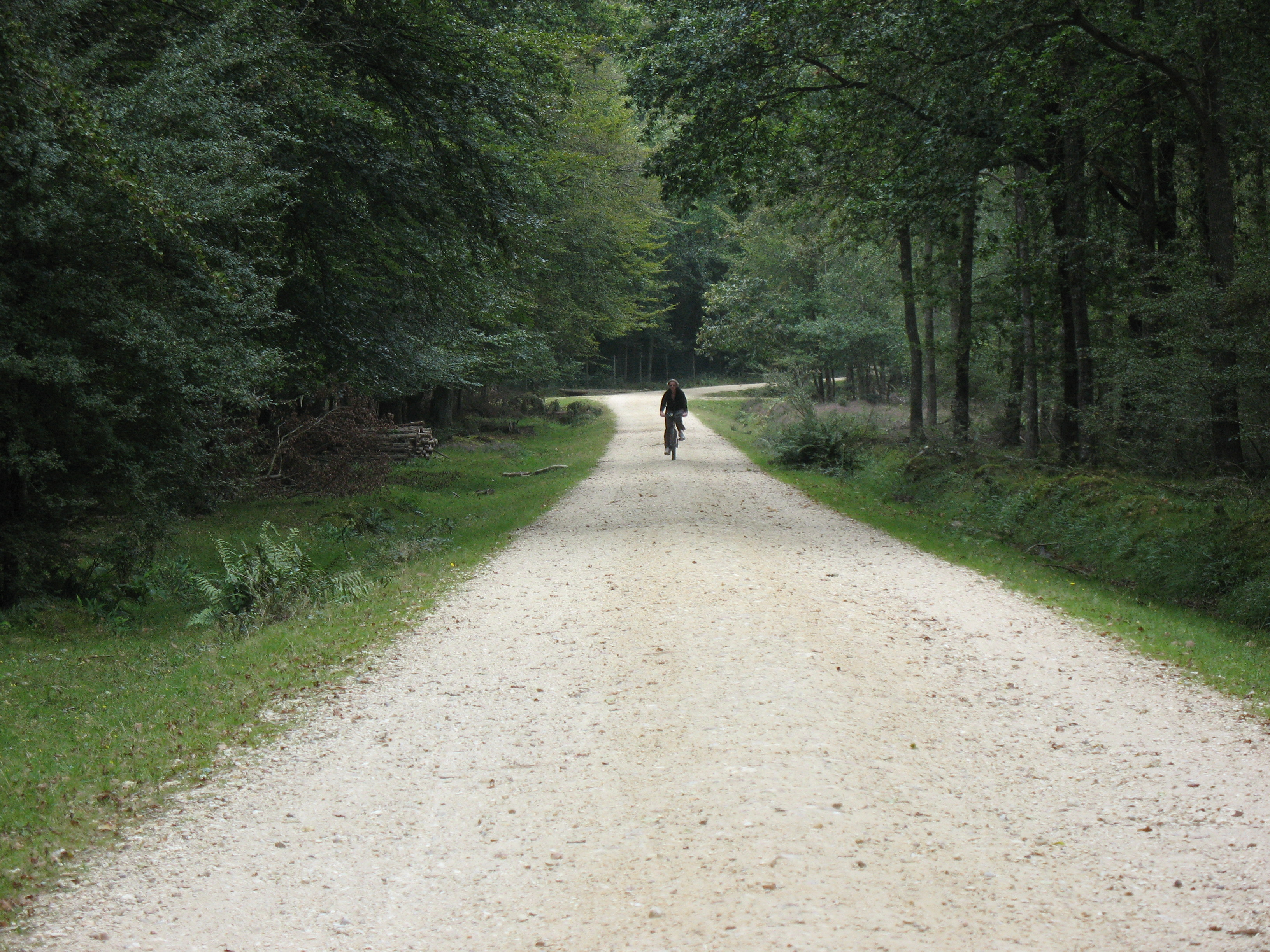
新森林环形步道

博利和巴克勒哈德拥有常用设施，可骑行在森林环形步道的出租自行车。

## 文化参考
1087年，在《彼得伯勒纪事报》刊登的一首尾韵诗歌《威廉国王的雾凇》中，发现提及到新森林成立。
森林形成了大量书籍的背景地。1847年，弗雷德里克·马里亚特出版的儿童小说《新森林的孩子》，以英国内战为背景。查理·金斯莱的《新森林民谣》（1847年）提到多个新森林地点，包括奥科内尔平原、布兰德利河、伯利步道、林德赫斯特墓地。爱德华·卢瑟福的著作《历史小说》里的森林，就是以1099年至2000年期间的新森林为背景。森林还有一部儿童系列小说《猫武士》。新森林和英国东南部，在约12世纪，以肯·福勒特的小说《圣殿春秋》为著名，以及伊丽莎白·乔治的小说《敢死的身体》。奥伯龙、泰坦尼娅和其他莎士比亚笔下的精灵，都住在日益衰减的舍伍德森林，加里·基尔沃思的奇幻小说《仲夏梦魇》中描写了城市发展对它的蚕食。在仲夏前夕，这个最吉祥的日子，仙女开始了前往汉普郡新森林的漫长旅程，在那里，仙女的魔力将会得到恢复。

## 图片库

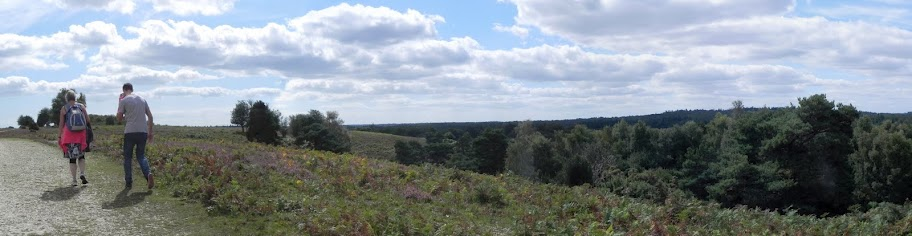
步行穿过新森林阿克斯丘陵去看蜂鹰。

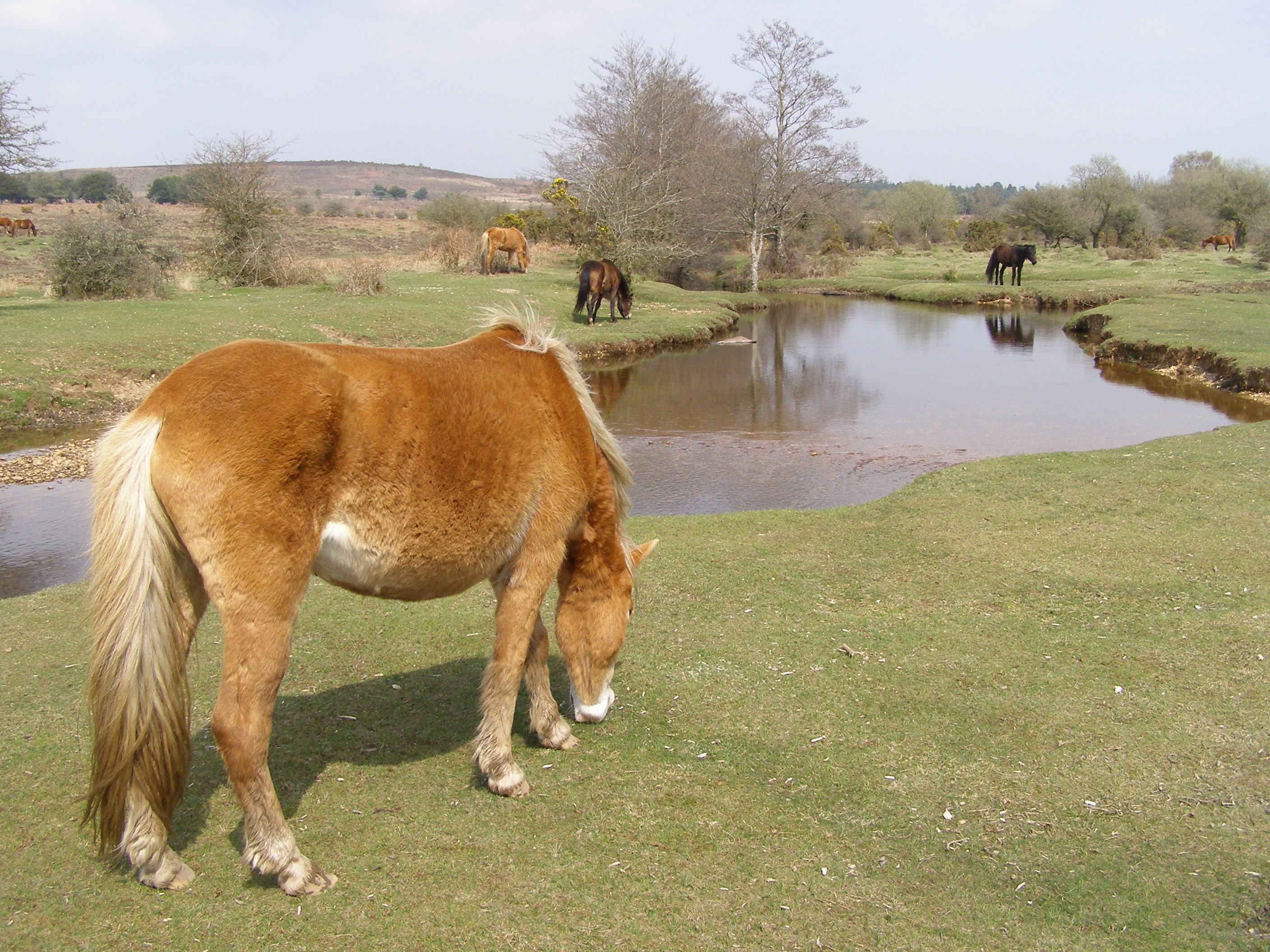
拉奇摩尔·布鲁克林地养猪
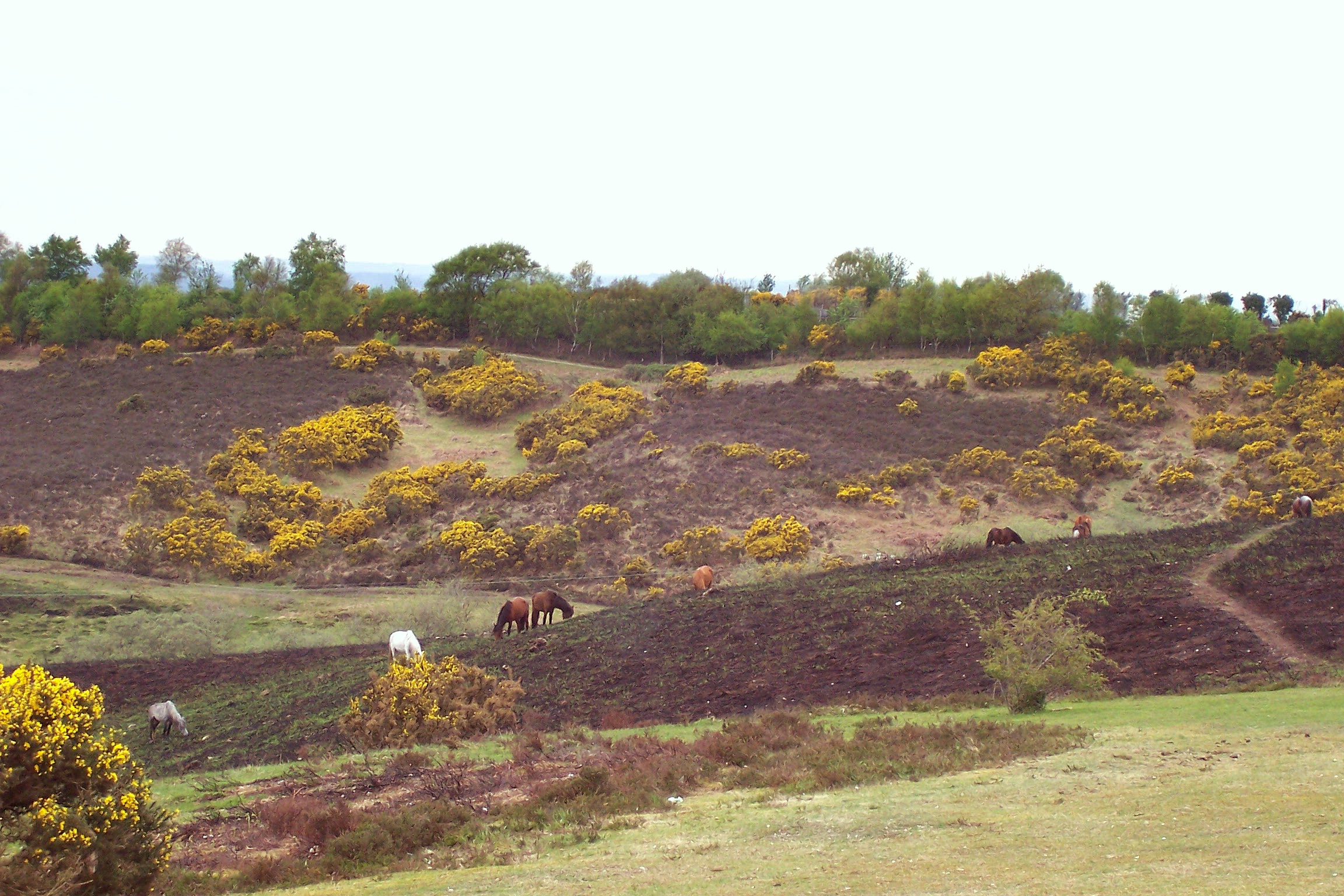
新森林的石南灌丛和马。
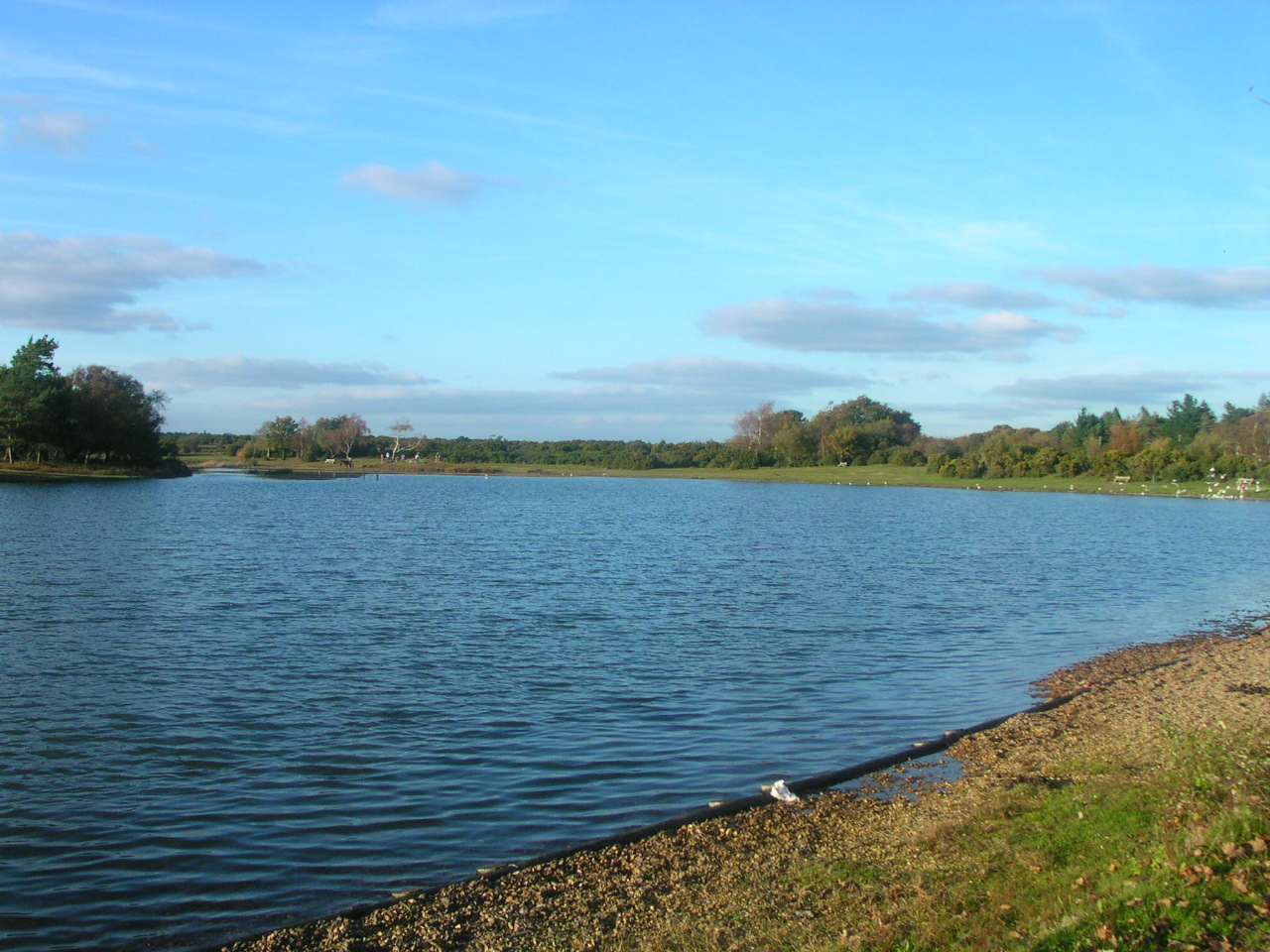
博利厄附近的哈特切特池塘
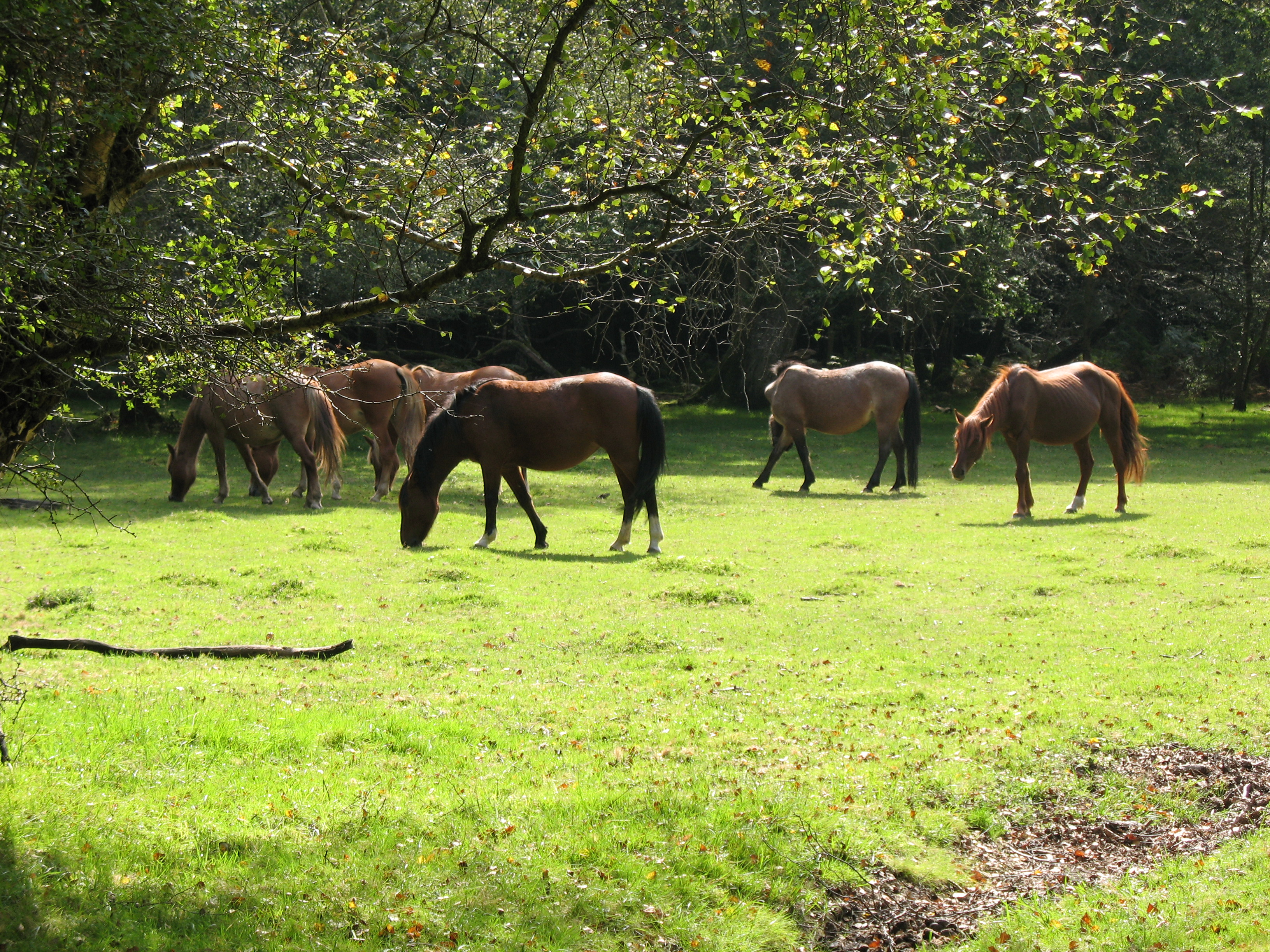
2007年9月，新森林的幼马。
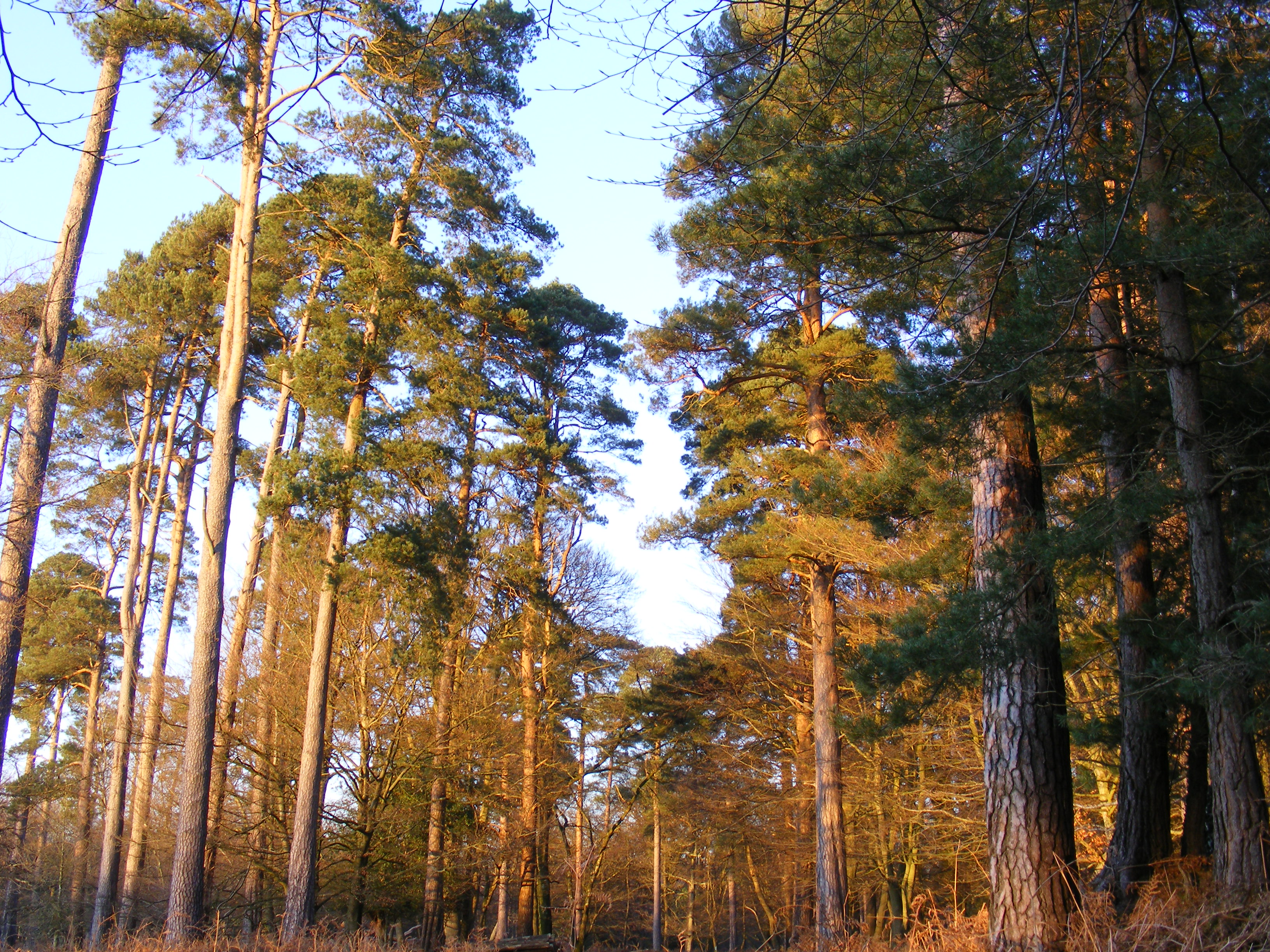
波尔德尔伍德附近的针叶林
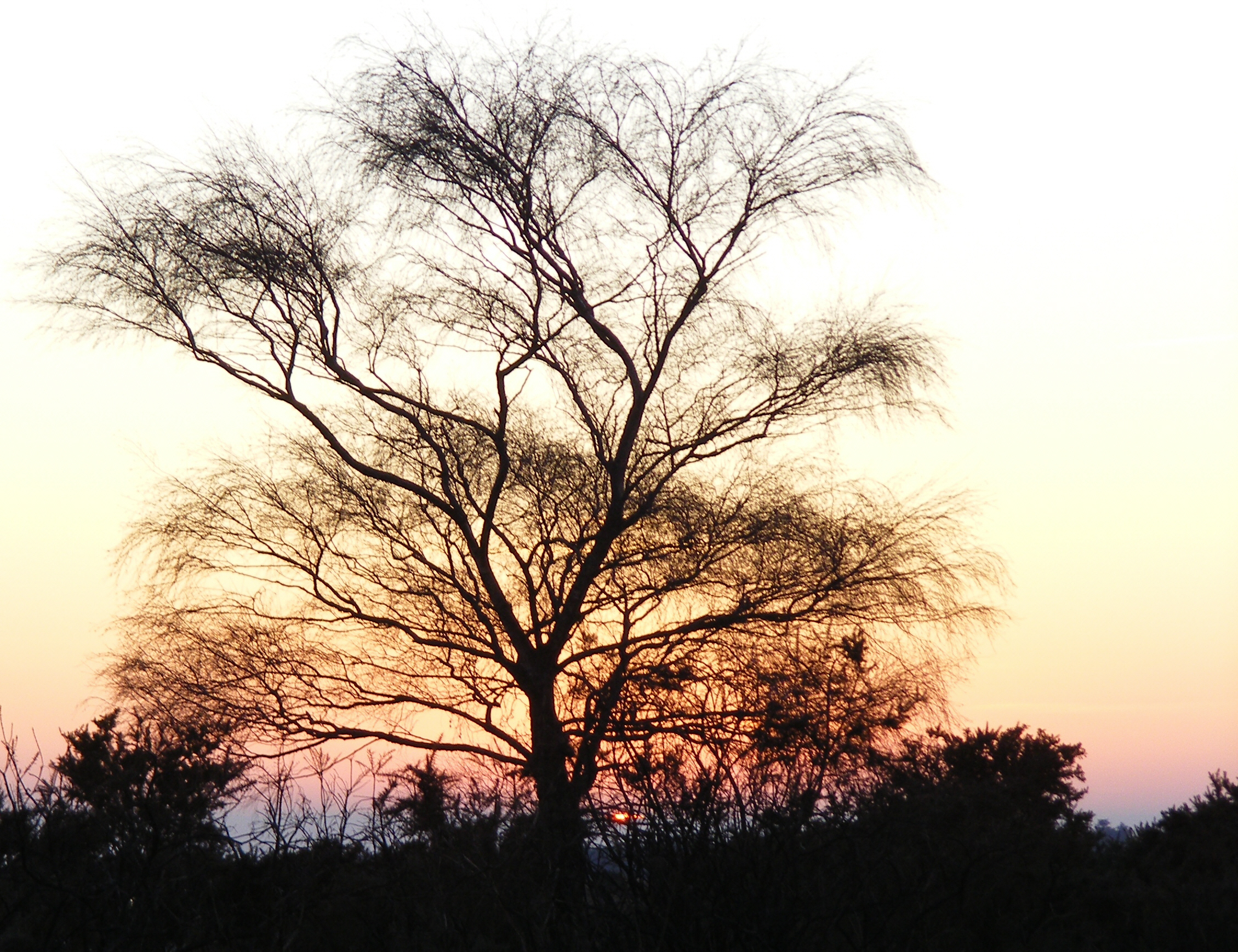
夕阳下新森林里一棵孤独的桦树。
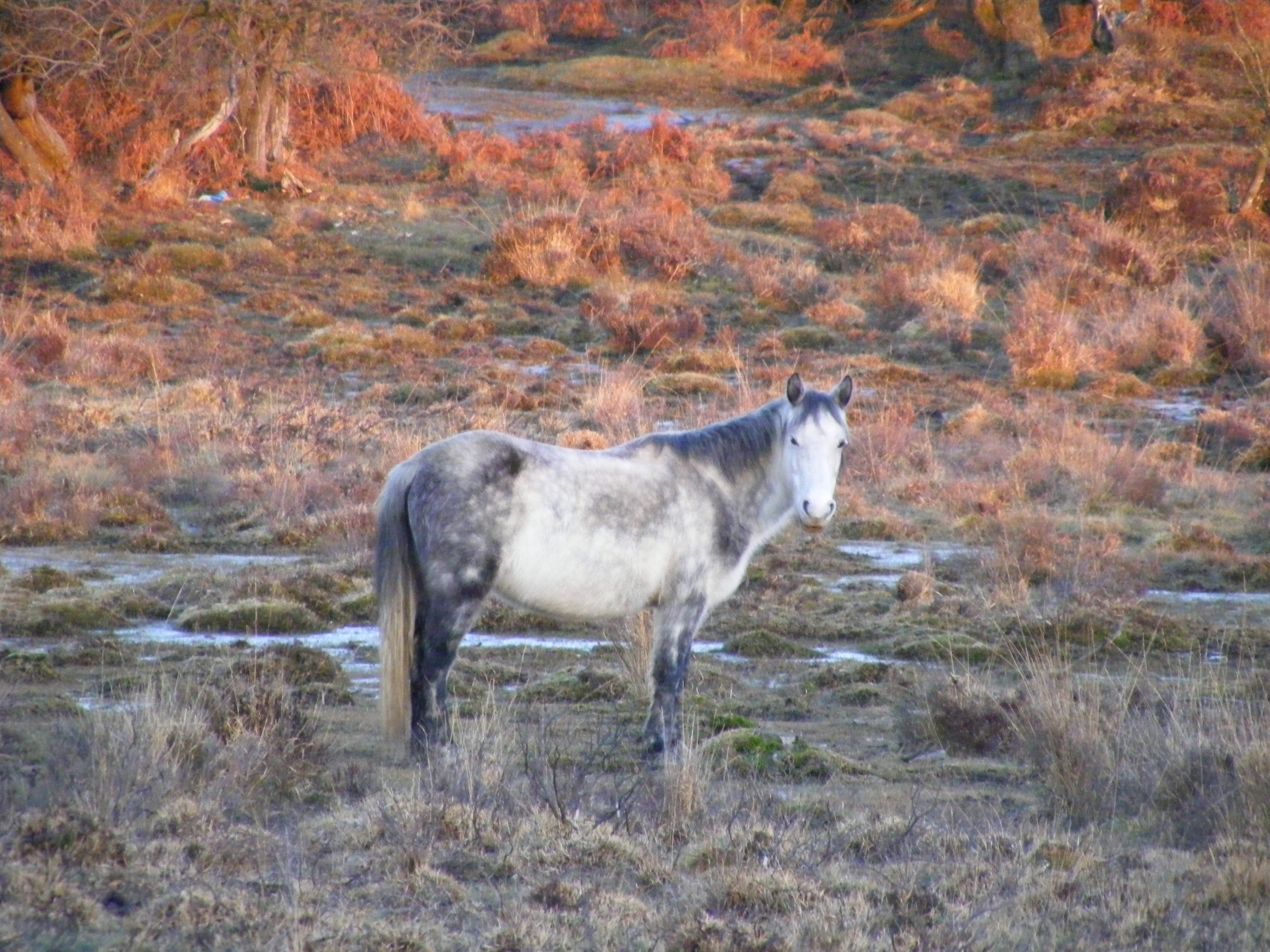
冰冷傍晚下的马。
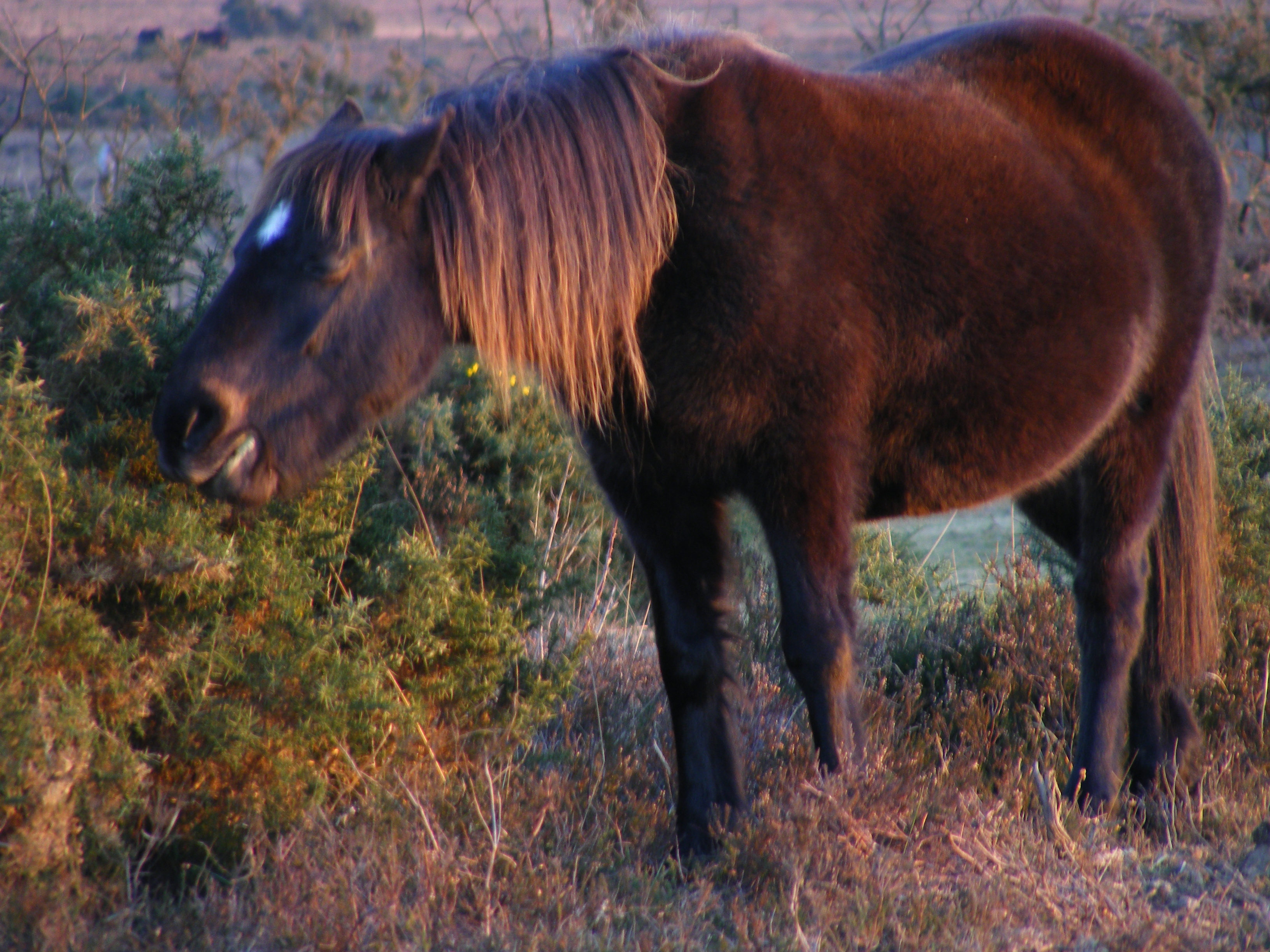
冬天，如果草地结冰，马就会以荆豆为食。

## 拓展阅读
The following vintage books can be read online or downloaded:
- John Richard de Capel Wise.  "The New Forest: its history and its scenery" (Smith, Elder and Co., 1863)
- C. J. Cornish. The New Forest (New York: MacMillan & Co., 1894).
- Elizabeth Godfrey, E W Haslehust (illustrator). The New Forest (Blackie & Son Ltd., 1912).

Extracts from the above texts have been brought together by the New Forest author and cultural historian Ian McKay in his  anthologies A New Forest Reader: A Companion Guide to the New Forest, its History and Landscape (2011), and The New Forest: A Pocket Companion to the New Forest, Its History and Landscape （页面存档备份，存于） (2012). These anthologies also include writings by William Cobbett, Daniel Defoe, William Gilpin, William Howitt, W. H. Hudson, and Heywood Sumner.
- Exum Percival Lewis. Historical inquiries, concerning forests and forest laws: with topographical remarks, upon the ancient and modern state of the New Forest, in the county of Southampton （页面存档备份，存于） (Printed for T. Payne by J. M'Creery, 1811).

## 延伸阅读
- New Forest Gateway – Film, TV, Picture Resource / Historical Book Publications Online （页面存档备份，存于）
- New Forest National Park Authority （页面存档备份，存于）
- The Official New Forest Visitors Website, Visitors Resources and Official Information on visiting and enjoying the forest （页面存档备份，存于）
- SAC designation including extensive technical description of habitats and species （页面存档备份，存于）
- Designation as a national park:
  - Minister says yes to New Forest National Park (DEFRA press release, 28 June 2004)
  - New Forest National Park becomes a reality (DEFRA press release, 24 February 2004)
  - The New Forest National Park (Countryside Agency press release, 1 March 2005)
  - New Forest National Park Inquiry （页面存档备份，存于） from the Planning Inspectorate
  - Maps of the boundary
- UK Clearing House Mechanism for Biodiversity （页面存档备份，存于）
- Natural England website[永久] (SSSI information)
- 中的“新森林国家公园”